# Bayview-Montalvin
Bayview-Montalvin é uma Região censo-designada localizada no Estado americano da Califórnia, no Condado de Contra Costa.

## Geografia
A área total da cidade é de 2,1 km² (0,8 mi²), sendo 1,7 km² (0,6 mi²) de terra e 0,5 km² (0,2 mi²) de água (23,17%).

## Demografia
De acordo com o censo de 2000, a densidade populacional é de 3018,8/km² (7845,0/mi²) entre os 5004 habitantes, distribuídos da seguinte forma:
- 47,72% caucasianos
- 11,97% afro-americanos
- 1,10% nativo americanos
- 13,89% asiáticos
- 0,76% nativos de ilhas do Pacífico
- 19,24% outros
- 5,32% mestiços
- 35,19% latinos

Existem 1164 famílias na cidade, e a quantidade média de pessoas por residência é de 3,42 pessoas.

## Localidades na vizinhança
O diagrama seguinte representa as localidades num raio de 8 km ao redor de Bayview-Montalvin. 